# Почётный знак Гражданской обороны СССР
 Почётный знак Гражданской обороны СССР  — высший знак отличия Гражданской обороны СССР.

## Статутзнака
«Почётным знаком Гражданской обороны СССР» награждаются руководящие работники ГО — начальники ГО союзных и автономных республик, краёв, областей, крупных городов, министерств, ведомств, государственных комитетов, генералы и старшие офицеры гражданской обороны: «За умелую организацию, руководство и обеспечение выполнения задач и мероприятий Гражданской обороны, за длительную и активную работу в системе Гражданской обороны».

## Описание
- Нагрудный знак представляет собой металлическую, покрытую красной эмалью звезду, расположенную на фоне анодированного круглого венчика дубовых листьев.

- Изображение листьев рельефное. В центре звезды расположен металлический анодированный щит.

- Середина щита покрыта белой эмалью с надписью выпуклыми золотистыми буквами в пять строк: "Почетный знак Гражданской обороны СССР".

- Размер знака между противолежащими вершинами звезды - 36 мм.

- Знак при помощи ушка и кольца соединяется с металлической анодированной колодочкой. Нижняя часть колодочки представляет собой рельефную лавровую ветвь, верхняя часть четырехугольник, имеющий шелковую муаровую ленту красного цвета высотой 10 мм и шириной 22 мм.

- С обратной стороны колодки имеется булавка для прикрепления знака к одежде.[3]

## История
4 октября 1932 года в СССР была создана централизованная общесоюзная организация МПВО СССР. МПВО возникала в крупных городах, на важных и закрытых объектах промышленности, транспорта, связи, в учреждениях и учебных заведениях. Общесоюзная система МПВО была создана для оборонных мероприятий  направленных на защиту населения и народного хозяйства от нападения врага с воздуха и ликвидации последствий осуществлённых ударов. 
Первые нагрудные знаки в области гражданской обороны были учреждены в 1934 году  в период развития системы ОСОВИАХИМа и общесоюзной программы подготовки ГТО СССР.  31 июля 1956 года приказом начальника МПВО СССР был создан знак отличия МПВО — Отличник МПВО СССР.
Структуры гражданской обороны оказались весьма эффективными во время войны. С появлением ядерного оружия проблема защиты населения от средств массового поражения приобрела новую остроту. В 1961 году было принято решение создать на базе МПВО СССР самостоятельное ведомство — ГО СССР. Вскоре перед новым органом встал вопрос и о системе материального и морального поощрения своих кадров.
23 ноября 1968 года приказом начальника Гражданской обороны СССР маршала В.И.Чуйкова было утверждено «Положение о нагрудных знаках поощрения ГО СССР», среди которых был учрежден и высший знак отличия ГО СССР — Почётный знак Гражданской обороны СССР. Особенность этого знака в том, что им награждались только руководящие кадры, и только те, кто до этого уже был награждён зна́ком Отличник Гражданской обороны СССР. Награждение знаком производилось приказом начальника Гражданской обороны СССР, документ о награждении подписывался им же..
Лица, награждённые нагрудным знаком «Почётный знак ГО СССР», имеют ряд льгот и присвоение звания Ветеран труда.